# Manifestis Probatum

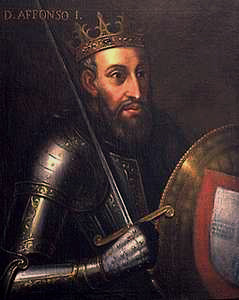
Alfonso I de Portugal

Manifestis probatum fue una bula emitida por el papa Alejandro III, el 23 de mayo de 1179, que declaró el Condado Portucalense independiente del Reino de León, y a Alfonso I de Portugal como su soberano. Esta bula reconoció la validez del Tratado de Zamora, firmado el 5 de octubre de 1143 en Zamora, por el Reino de León, y por Alfonso Henriques, futuro Alfonso I de Portugal.

## Texto
Su texto latino, con su traducción parcial al lado, es el siguiente:

Alexander Episcopus, servus servorum Dei, Charissimo in Christo filio Alpohso illusti Portugalensium Regi, eiusque Haeredibus, in perpetuam rei memoriam.

Manifestis probatum est argumentis quod per sudores bellicos et certamina militaria inimicorum Christiani nominis intrepidus Extirpato, et Propagator diligens fidei Chistianae, tanquam bonus filius, et Priceps Catholicus, multimoda obsequia Matri tuae Sacrosanctae Ecclesiae impendisti, dignum memoriae nomen, et exemplum imitabile Posteris relinquens: Aequum est autem ut quos ad regimen et salutem populi ab alto dispensatis Coelestis elegit, Apostolica Sedes affectione sincera diligar, et in justis postulationibus studeat efficaciter exaudire. Proinde nos attendentes Personam tuam prudentia ornatam, justitia praeditam, atque ad Populi regimen idoneam, eam sub Beati Petri et nostra protectione suscipimus, et Regni Portugalensium cum integritate honoris Regni et dignitate, quae ad Reges pertinet, nec non omina loca quae cum auxilio Coelestis gratiae de Saracenorum manibus eripueris, in quibus jus sibi no possunt Christiani Principes circum positi vendicare, Excellentiae tuae concedimus, et authoritate Apostolica confirmamus. Ut autem ad devotionem et obsequium Beati Petri Apostolorum Principis et Sacro-sanctae Romanae Ecclesiae vehementius accendaris, haec ipsa prafatis Haeredibus tuis duximus concedenda, eosque super his quae concessa sunt Deo propitio, pro injuncti nobis Apostolatus Officio defendemus. Tua itaque intererit, Fili Charissime, ita circa honorem et obsequium Matri tuae Sacrosanctae Romanae Ecclesiae humilem et devotum exostere, et si te ipsum in eius oportunitatibus, et dilatandis Christianae fidei finibus exercere, ut de tam devoto et glorioso Filio Sedi Apostolicae gratuletur, ut in eius amore quiescat. Ad indicium autem quod praescriptum Regnum Beati Petri juris existat, pro amplioris reverentiae argumento, statuisti duas marhas auri annis singulis nobis, nostrisque successoribus persolvendas, quem unquem censum ad utilitatem nostram, successorumque nostrorum Bracharensi Archiepiscopo, qui pro tempore fuerit, tu et successores tui curabitis assignare. Decernimus ergo, ut nulli omnino licdar Personam tuam, aut Haeredum tuorum, vel etiam praefatum Regnum temere perturbare, aut eius possessiones aufferre, vel ablatas retinere, minuere, aut aliquivus vexationibus fatigare. Si qua igitur in futurum Ecclesiastica, secularisue Persona, sane nostram Constitutionis paginam sciens, contra eam venire temere tentaverit, secundo, tertioue commonita nisi reatum suum digna satisfactione correxirit, potestatis honorisque sui dignitate careat, reamque se divino Judicion existere de perpetua iniquitate cognoscat et a Sacratissimo Corpore et Sanguine Dei et Domini Redemptoris nostri Jesu-Christi aliean fiat, atque in extremo examine districtae ultioni subjaceat. Cunctis autem eidem Regno et Regi sua jura servantibus, sit pax Domini Jesu-Christi quatenus et hic fructum bonae actionis percipiant, et apud districtum Judicem praemia aternae pacis inveniant, Amen, Amen, Alexander.
Alejandro, Obispo, Siervo de los Siervos de Dios, al queridísimo hijo en Cristo, Alfonso, ilustre rey de Portugal, y a sus herederos, para siempre.
 Está claramente demostrado que, como buen hijo y príncipe católico, prestaste innumerables servicios a tu madre, la Santa Iglesia, exterminando intrépidamente en esforzadas fatigas y proezas militares contra los enemigos del nombre cristiano y propagando diligentemente la fe cristiana, dejando así a las generaciones futuras un nombre digno de memoria y un ejemplo merecedor de imitación. La Sede Apostólica debe amar con sincero afecto y procurar atender eficazmente, las justas súplicas de aquel que la Providencia Divina eligió para gobernar y salvar a su pueblo. Por ello, Nos atenderemos a las cualidades de prudencia, justicia e idoneidad de gobierno que adornan tu persona, te tomamos bajo la soberanía y protección de San Pedro y la nuestra y concedemos y confirmamos por la autoridad apostólica tu excelso dominio sobre el reino de Portugal, con la honra plena de reino y la dignidad que corresponde a los reyes, así como todos los lugares que con el auxilio de la Gracia arranques de las manos de los Sarracenos, sin que sobre él valga revindicación de derechos de tus vecinos príncipes cristianos. Y para que más te esfuerces en la devoción y servicio del príncipe de los apóstoles, San pedro, y de la Santa Iglesia romana, decidimos hacer esta misma concesión a tus herederos y, con ayuda de Dios, prometemos defenderla en cuanto alcance nuestro magisterio apostólico.